# Tesfaye Tola
Tesfaye Tola, född den 19 oktober 1974 i Arssi, är en etiopisk friidrottare som tävlar i maratonlöpning.
Tolas genombrott kom när han blev bronsmedaljör vid Olympiska sommarspelen 2000 på tiden 2:11.10. Året efter deltog han vid VM i Edmonton där han slutade fyra på tiden 2:13.58. Han deltog även vid VM 2007 men fullföljde aldrig loppet.

## Personligt rekord
- Maraton - 2:06.57